# ميلتون جونسون
ميلتون جونسون (بالإنجليزية: Milton Johnson) هو قاتل متسلسل أمريكي، ولد في 15 مايو 1950 في جوليت في الولايات المتحدة.